# Pelteobagrus vachellii
Pelteobagrus vachellii är en fiskart som först beskrevs av Richardson, 1846.  Pelteobagrus vachellii ingår i släktet Pelteobagrus och familjen Bagridae. Inga underarter finns listade i Catalogue of Life.